# Celerena mitis
Celerena mitis là một loài bướm đêm trong họ Geometridae.